# 大分県立大分東高等学校
大分県立大分東高等学校（おおいたけんりつ おおいたひがしこうとうがっこう、英称：Oita Prefectural Oita Higashi High School）は、大分県大分市大字屋山にある県立の高等学校である。

## 概要
1920年（大正9年）に開校した「坂ノ市町他五ヶ村組合立北部実業補習学校」を前身とする。2010年（平成22年）に創立90周年をむかえた。

### 校章
学問を表す3本のペン先と海の波の絵を組み合わせたものを背景にして、中央に「高」の文字（旧字体）を置いている。

### 校歌
作詞は浜崎義雄、作曲は前田順子による。歌詞は3番まであり、各番に校名の「大分東高校」が登場する。

## 設置学科

### 設置学科一覧
全日制課程 3学科
- 普通科
- 園芸ビジネス科 - 2013年度（平成25年度）新設。大分市内初の農業系学科。
- 園芸デザイン科 - 2013年度（平成25年度）新設。大分市内初の農業系学科。

#### 過去の設置学科
- 国際コミュニケーション科 - 1995年（平成7年）4月に、大分県の県立普通科高校としては初めて設置された専門学科。2011年度（平成23年度）から募集を停止し[3]、2013年（平成25年）4月1日に廃止された[1]。

### 各学科の詳細

#### 農業系学科
設置の背景
2008年（平成20年）8月27日に大分県教育委員会が策定した2010 - 2014年度の後期高校再編計画の検討素案においては、大分県内に農業系学科を均等に配置するために、本校に農業系学科を新設することが提案され、同年8月27日に正式に設置が決定された。
学科及び学習内容
園芸ビジネス科及び園芸デザイン科各1クラスが設置される。園芸ビジネス科では、施設を利用した野菜栽培や、その加工品の製造･販売の学習が行われ、園芸デザイン科では、施設を利用した花き栽培、植物のバイオテクノロジーや、花きを用いた装飾、植栽デザインの学習が行われる予定。
進路
進学先としては、宮崎大学や佐賀大学などの農業系大学、短期大学、農業大学校、専門学校等が想定されている。また、就職先としては、農業法人、食品産業、ガーデニング資材流通業、製造業等が想定されている。

#### 国際コミュニケーション科（2013年4月1日廃止）
学習内容
- 1年時から英語によるプレゼンテーションの授業を行っていた[6]。
- 2年生より「第2外国語」として韓国語、中国語、ドイツ語、フランス語の授業があった[6]。また、2年時には、イギリスでのホームステイや語学研修を行っていた[7]。

廃止
2008年（平成20年）8月27日に大分県教育委員会が策定した2010 - 2015年度の後期高校再編計画において、国際コミュニケーション科を廃止して農業系学科を設置することが決定された。この計画では、2013年度（平成25年度）から募集停止する予定とされていたが、実際には2011年度（平成23年度）から募集が停止されている。

## 沿革
- 1920年（大正9年）1月10日 - 「坂ノ市町他五ヶ村組合立北部実業補習学校」開設[9]。
- 1921年（大正10年）4月1日 - 北海部郡へ移管[10]し実業学校令による「郡立北海部実業学校」として正式に開校[11][9]。
- 1923年（大正12年）4月1日 - 坂ノ市町外三ヶ村学校組合へ移管し「大分県北部実業女学校」へ改称[10][12]。研究科を設置[10][13]。
- 1941年（昭和16年）11月29日 - 「大分県坂ノ市高等実業女学校」へ改称[14][9]。
- 1942年（昭和17年）4月 - 坂ノ市町外三ヶ村学校組合により「坂ノ市（実科）高等女学校」[9]を併設[15][16][17][18]。
- 1948年（昭和23年）4月1日 - 学制改革（六・三・三制の実施）により「大分県立臼杵高等学校第五部」となる。
- その後、「大分県立臼杵高等学校坂ノ市校舎」に改称。
- 1950年（昭和25年）4月1日 - 大分県立臼杵高等学校から分離の上、大分県立鶴崎高等学校と統合。坂ノ市・鶴崎の2校舎制をとり、本校は「大分県立東豊高等学校坂ノ市校舎」となる。
- 1953年（昭和28年）4月1日 - 「大分県立東豊高等学校」として独立。鶴崎校舎は再び大分県立鶴崎高等学校として独立。
- 1964年（昭和39年）4月1日 - 「大分県立大分東高等学校」（現校名）に改称。
- 1979年（昭和54年）4月 - 現在地に校舎新築、全面移転。
- 1985年（昭和60年）4月 - 大分市内普通科4校（大分上野丘・大分舞鶴・大分鶴崎・大分東）での合同選抜を開始。
- 1990年（平成2年）4月 - 大分市内普通科2校（大分鶴崎・大分東）での合同選抜を開始。
- 1995年（平成7年）4月 - 大分市内普通科単独選抜開始。国際コミュニケーション科を設置。
- 2013年（平成25年）3月 - 国際コミュニケーション科を廃止。
- 2013年（平成25年）4月 - 園芸ビジネス科及び園芸デザイン科を設置。

## 教育方針

### 校訓
自立・努力・友愛

### 進路
2014年度の進路は、私立四年制大学9名、国公立短期大学4名、私立短期大学12名である。

## 学校行事

### 文化祭・体育祭
文化祭、体育祭を合わせて「東輝祭（とうきさい）」と呼び、例年9月後半に、文化祭2日間、体育祭1日間の計3日間開催。

## 部活動・生徒会活動

### 体育部
- ハンドボール部（女子） - 女子は1976年に全国高等学校総合体育大会ハンドボール競技大会で優勝している[22]。
- ソフトボール部（男女）
- 硬式野球部 - 1995年には全国高等学校野球選手権大分大会で決勝進出を果たすが、延長で敗れ甲子園出場を逃した[23]。
- ソフトテニス部（男女）
- 弓道部（男女）
- 卓球部（男女）
- バスケットボール部（男子）
- バレーボール部（男子）[24]

### 文化部
- 放送部
- 美術部
- 吹奏楽部
- 文芸部
- ESS部（English-Speaking Society）
- 書道部
- 茶道部
- 農業部[24]

### 同好会
- 家庭同好会
- ユネスコ同好会
- 創作ダンス同好会
- 学習クラブ[24]

## 著名な出身者
- 藤澤英雄（野球選手）[25]
- デーブ八坂（放送作家）
- 仲野英志（実業家）[要出典]
- カボスひろし[26]（本名：幸野寛、ローカルタレント・SNS集客コンサルタント[27]）

## 交通
- 鉄道 - JR九州日豊本線坂ノ市駅から車で5分
- バス - 大分バスが、大分東高校バス停と大分駅・坂ノ市駅間でスクールバスを運行している[24][28]。

## 周辺

### 施設
- 大分市立小佐井小学校
- 大分市立坂ノ市中学校
- TOTO大分工場・TOTO体育館
- 旭化成大分工場

### 道路
- 大分県道38号坂ノ市中戸次線
- 国道197号
- 国道197号大分東バイパス
- 東九州自動車道 大分宮河内IC